# رابرت ای لی
رابرت ادوارد لی (۱۹ ژانویه ۱۸۰۷ - ۱۲ اکتبر ۱۸۷۰) ژنرال ارتش ایالات مؤتلفه بود که در جنگ داخلی آمریکا در جبهه ایالات مؤتلفه می‌جنگید و به فرماندهی کل ارتش مؤتلفه منصوب شد. او فرماندهی ارتش ویرجینیای شمالی، قدرتمندترین ارتش ایالات مؤتلفه، را از سال ۱۸۶۲ تا زمان تسلیم در سال ۱۸۶۵ برعهده داشت. در طول جنگ، لی به عنوان فردی رزم‌آرا و متخصص در فنون جنگی شهرت یافت و به همین دلیل مورد احترام افسران خود بود و دشمنانش در ارتش اتحادیه هم به او احترام می‌گذاشتند و از او می‌ترسیدند.
لی پسر یکی از افسران جنگ انقلابی آمریکا به نام هنری لی سوم بود. او فارغ‌التحصیل ممتاز آکادمی نظامی ایالات متحده، افسری استثنایی و مهندس نظامی در ارتش ایالات متحده به مدت ۳۲ سال بود. او در طول این مدت  در سراسر ایالات متحده خدمت کرد و طی جنگ مکزیک و آمریکا توانست خودی نشان بدهد، و بعد از آن در مقام سرپرست آکادمی نظامی ایالات متحده نیز خدمت کرد . لی با زنی به نام ماری آنا کاستیس لی ازدواج کرد که نتیجه مارتا واشنگتن (همسر جورج واشنگتن) بود. هنگامی که کنوانسیون ریچموند ویرجینیا در سال ۱۸۶۱ جدایی این ایالت از اتحادیه را اعلام کرد، لی علیرغم تمایلش به تجزیه‌نشدن کشور و دریافت پیشنهاد فرماندهی در ارتش اتحادیه، تصمیم گرفت از ایالت خود پیروی کند. در سال اول جنگ داخلی، او در عملیات‌های میدانی کوچک شرکت داشت و به عنوان مشاور نظامی ارشد در کنار جفرسون دیویس (رئیس‌جمهور ایالات مؤتلفه) خدمت کرد.
پس از مجروح‌شدن جوزف جانستون، لی فرماندهی ارتش ویرجینیای شمالی را در ژوئن ۱۸۶۲ در جریان کمپین پنین‌سولا برعهده گرفت. او در جنگ‌های هفت‌روزه موفق شد ارتش پوتوماک به فرماندهی جورج بی مک‌کللن را از پایتخت کنفدراسیون (ریچموند) دور کند، هرچند که نتوانست ارتش مک‌کللن را نابود سازد. لی سپس در دومین نبرد بول ران در ماه اوت، نیروهای اتحادیه تحت فرماندهی جان پوپ را مغلوب کرد. تهاجم او به مریلند در سپتامبر آن سال، با نبرد بی‌نتیجه آنتی‌تام به پایان رسید و پس از آن لی به ویرجینیا عقب‌نشینی کرد. لی سپس دو پیروزی تعیین‌کننده در فردریکزبورگ و چنسلورزویل به دست آورد و بعد از آن دومین حمله به شمال را در تابستان ۱۸۶۳ انجام داد اما در نبرد گتیسبورگ از ارتش پوتوماک به رهبری جورج مید شکست قاطعانه‌ای خورد. در پاییز آن سال، لی ارتش خود را در نبرد کوچک و بی‌نتیجه بریستو رهبری  کرد و سپس ژنرال یولیسیز سایمن گرانت فرماندهی ارتش اتحادیه را در بهار ۱۸۶۴ به دست گرفت. گرانت ارتش لی را در نبردهای خونین اما بی‌نتیجه وایلدرنس و اسپاتسیلوانیا درگیر کرد و سپس دست به محاصره طولانی پیترزبورگ زد که به دنبال آن، در آوریل ۱۸۶۵، ریچموند به تصرف جبهه شمال درآمد و بخش عمده ارتش لی نابود شد. لی بالاخره در دادگاه اپوماتوکس تسلیم گرانت شد.
در سال ۱۸۶۵، لی به ریاست کالج واشنگتن (بعدها دانشگاه واشنگتن و لی ) در لکسینگتون ویرجینیا رسید. او در این سمت، طرفدار برقراری آشتی بین شمال و جنوب بود. لی "انقراض برده‌داری" را که در متمم سیزدهم قانون اساسی آمده بود پذیرفت اما با برابری نژادی برای سیاهپوستان آمریکا مخالف بود. پس از مرگ لی در سال ۱۸۷۰، او به یک چهره برجسته و نماد فرهنگی در جنوب تبدیل شد و به عنوان یکی از بزرگ‌ترین ژنرال‌های جنگ داخلی از او ستایش می‌شود. او به عنوان فرمانده ارتش ویرجینیای شمالی، بیشتر نبردهای خود را در برابر ارتش‌های بسیار بزرگ‌تر انجام داد و موفق شد در بسیاری از این نبردها به پیروزی برسد. لی افسران زیردست خود را از میان افراد بااستعداد انتخاب می‌کرد از جمله جیمز لنگستریت ، استون‌وال جکسون و جی ای بی استوارت، و این افراد در کنار لی، نقش بسیار مهمی در موفقیت کنفدراسیون در میدان جنگ داشتند. علیرغم موفقیت‌های لی، دو حمله استراتژیک اصلی او به قلمرو اتحادیه، با شکست به پایان رسید. تاکتیک‌های تهاجمی و مخاطره‌آمیز لی، به ویژه در نبرد گتیسبرگ، که منجر به تلفات زیاد در زمانی که کنفدراسیون با کمبود نیروی انسانی مواجه بود، مورد انتقاد قرار گرفته است.